# 花园口决堤
花园口决堤是发生在1938年6月9日中华民国抗日战争时期的重大灾难。國民政府利用黄河伏汛期间，在河南省郑县花园口镇战略性毁堤，进行焦土政策，试图阻止大日本帝國陸軍沿黄河西进。
该事件造成平汉铁路东侧区域水灾，河南、徽北、蘇北因洪灾遇难89300人。这次决口导致黄河改道，引发了1939年水灾和1942年—1943年的旱灾与蝗灾，间接造成了40—90余万人死亡。日军方面也出现伤亡，据披露史料和各方估计，该事件间接造成日军7000—20000人伤亡。花园口决堤事件于1980年代才最终被解密，此前国民政府一直称决堤係日军轰炸所致。

## 事件背景
1935年8月，德国军事顾问团总顾问法肯豪森将军提交《中国抗日战备建议书》，其中提及「最后的战线为黄河，宜作‘有计划’之人工泛滥，增厚其防御力。」武汉行营任职的晏勋甫，就日军可能侵占郑州一事，拟出两个腹案：一是必要时将郑州付之一炬，使敌人无可利用：二是挖掘黄河大堤，以阻敌西进。
1938年4月6日，日军自台儿庄撤退。7日，日军下达挥师徐州的作战命令，预定四月下旬开始。
1938年春，华北日军沿平汉铁路南下侵占了豫北，沿同蒲铁路南下侵占了临汾、运城、风陵渡。1938年4月13日，由陈果夫与白崇禧提出在河南省武陟县的沁河口附近决黄河北堤，使全部黄水北趋漳卫，则豫北大局可解，而可致敌于危地。蒋介石批示：将此议交第一战区司令长官程潜核办。
1938年5月日军拿下徐州进而沿陇海铁路西进。姚琮等主张由河南铜瓦箱决堤；陈诚建议由黄河南堤黑岗口等处决口。
1938年6月1日，兰封会战結束，日军进占兰封与开封，郑州危急。若日軍继续前进拿下郑州並沿平汉铁路南下，则日军只需7到12天就能拿下武汉。第一战区长官部讨论了晏勋甫（时任战区参谋长）的方案，认定掘堤可以将敌人阻绝在河南以东，保全郑州。这个议案在呈报武汉的国民政府军事委员会后，得到蒋介石的批准。6月20日，蒋介石在武汉召开最高军事会议，决定豫东守军向豫西山地转移，同时秘密决定决开黄河大堤以阻止日军西进南下。因事前毫无计划，决堤乃未作也来不及做全面疏散准备而仓促执行，因此声称为“日军轰炸”。:437。

## 决堤经过
6月6日，新编第八师师长蒋在珍建议在花园口决口。6月9日上午，用炸藥決口，決口随冲刷擴至十餘公尺，又時值天雨，決口愈冲愈大，水勢漫延而下，由中牟到尉氏，再到扶溝、淮揚，从河南流至安徽、江苏。黄河改道南流，入贾鲁河和颍河，夺淮入海。
早在决堤之前，中央通讯社曾连续发表日本飞机轰炸河堤的电讯。在决堤时，国军专门抽出一个团的兵力在附近警戒，并谎称日军将至，把决堤现场周围十华里以内的百姓隔离。
决堤后，6月11日，蒋介石给第一战区司令官程潜发了一项密电，要求向民众宣传黄河堤是敌机炸毁的。花园口一决开，蒋在珍即将缺口附近的小龙王庙和房屋、大树都用炸药包炸倒，并发出电报，说日军飞机前来轰炸黄河堤岸，炸垮花园口河堤若干丈宽。6月11日、12日、13日，中央社在从郑州发出的专电中：“敌机30余架，12日晨轰炸赵口，投弹数十枚，炸毁村庄数座，死伤难民无数，致黄河决口泛滥。”6月30日，国民政府军事委员会政治部长陈诚在汉口举行各国记者招待会，指出黄河决口是日机轰炸所致。外国新闻记者要求到花园口实地采访。第一战区转令新八师编造日机轰炸经过材料，伪造一个被轰炸的现场。还调集新八师全体官兵、2000名左右民工，进行了一场假堵口的表演。弗兰克·卡普拉拍摄的战争纪录片《我们为何而战》系列的第六集《中国之抗战》指出是由中方决堤。隨著當事人和親歷者的回憶資料陸續面世，以及日本政府和中華民國政府军事档案的公开，事件逐渐明朗。

## 决堤后续

### 战事影响

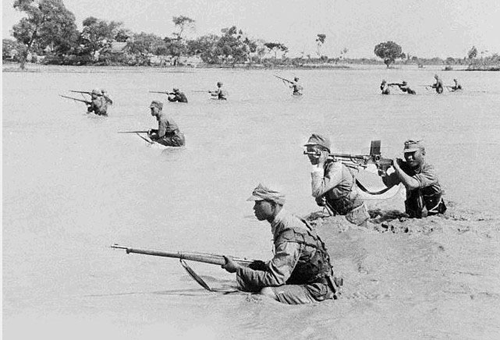
黄泛区泥水中作戰的國民革命軍官兵

决堤的短期效果，是迫使豫东的日军从已经占领的地区撤退，没能占领郑州、控制平汉路，被迫改变由郑州南下与华中方面军合力会攻武汉的策略。同时给经过徐州会战、兰封会战的国军重新部署的时间。如果没有及时决堤，日军会在陇海线中段附近地区围攻国军主力。决堤的长期效果，是改变日军占领徐州之后，南北战场被连通，南北日军可能一齐进攻的局面。决堤不仅阻止了日军沿陇海路进攻大西北，再由西北南下进攻大西南，将中国完全包抄的计划，更隔断开南北两个战场，使日军将北方战场战事停顿下来，不得不改以长江一线为战略主攻路线；这种局面一直持续到1944年日本发动打通大陆交通线战役。
- 从中日双方所披露的材料来看，黄河决堤直接或间接造成至少7000-20000人死亡，且黄河决堤给日军带来的重创不仅仅在占领区的缩小和部队减员上，更为深远的影响是，日军预期的进攻路线被打破[5][7][9]。决堤之后，突入豫东地区的日军对奔涌而至的黄河水猝不及防，有的被洪水淹没，有的为伤病所累而被丢弃，还有一部分为中国军队所消灭，其他的只好停止追击，集结于黄泛区以东[5]。
- 据日本防衛廳防衛研究所戰史室編寫的《中國事變陸軍作戰史》记载，洪水之后日军於6月17日以航空兵團全力援助困于河水的第16師團方面的補給。用运输机、轻重轰炸机，在6月16至24日之间给两个师团投下补给粮秣、卫生材料不计其数。6月29日，日军在徐州举行联合追悼大会，第二军在徐州会战中战死、病死、伤死的人员总数为7452名。[14]
- 据国民政府资料，决河使陷入泛区的日军第十四师团所派骑兵团的1个支队遭到损失。该支队一度截断平汉路郑汉间的交通，决河以后，该支队因后路被截断而被消灭。日军沿陇海线两侧西进计划亦被阻遏。
- 1938年6月12日，第一战区第一军军长李铁军电告蒋介石，黄河虽已决口，日军仍可自由活动。6月13日又来电报告，黄河决口后，日军仍西进，并请求增兵固防郑州。郑州在1944年豫中战役后被日軍佔領，黄泛区沿岸中日军队对峙六年。
- 決堤後，由於形成黃泛區這一巨大地障，迫使日軍於平漢路以東停止前进，从而消除了唐、白河流域及漢水中游面临的威胁，而原本的「军事重地」郑州因往東的鐵路被淹沒對日軍來說失去戰略價值，直到1944年4月才被攻陷。学者易劳逸认为，花园口决堤让武汉战役被向后推迟了大约三个月[15]，因此为国民政府赢得了更长的战争准备时间。
- 日本大本營作戰課長稻田中佐，在戰後回憶：

「瀨谷、坂本自台兒莊後退，因湯恩伯軍的出現，認為中國軍主力出現，遂擴大戰爭，進行徐州會戰，大本營遂令北中派遣軍南北夾攻徐州，並於5月10日發佈大陸令，要關東軍派兩旅團赴援。5月19日佔領了徐州，不料中國軍在6月12日發動黃河決壤作戰，日軍陷於苦戰。日軍大本營再調動大批軍事陣容……」

### 撤离与补偿

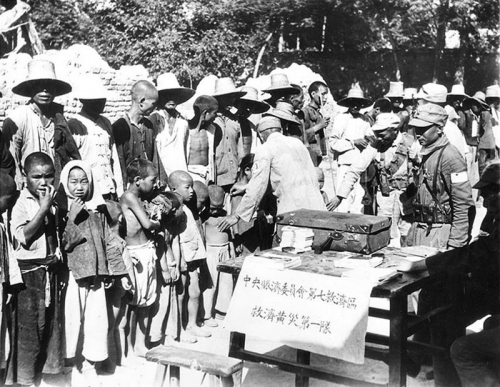
中央賑濟委員會第七救濟區救濟黃災第一隊

決堤執行前的6月2日，鄭州專員罗震拿着程潜批准的1万元钱，督促直接受害區中牟縣縣長和鄭縣縣長全百慈，發放每人5元的“逃荒費”，老百姓於是沿著賈魯河兩岸向西遷徙。掘口附近的百姓大多搬遷，但下游广泛区域的百姓毫不知情，事发后多日才得知“日机轰炸”导致决堤，以致後來傷亡人數過多，洪泛区面积巨大，涵盖河南、安徽以及江苏三省部分地区，受灾百姓众多。尤其當時黃河並非汛期（通常汛期是5~8月），決堤後的前兩天水勢不大，下游水位是慢慢上漲的，且因民眾不知道上游国民政府决堤且制止掘口附近民夫补漏，以為水過不久就會退掉，所以民眾多有不願離開家園的記錄。另根據《新華日報》於1938年6月10日的報導，國府於剛決堤時就發放50,000元用於直接受害區的“急賑”。一週後，國民政府又發放200萬元用於黃泛區持續性賑災，但此時的調查報告並無受災人員死亡的記錄。

### 后续修复
1939年，河南日軍試圖在其占領區修復堤防，但是效果有限:17。
1946年1月，聯合國善後救濟總署將重建堤防的工程設備運到河南。由於舊河道地區由中共控制，新河道地區由國民政府控制，修復堤防使黃河回舊河道的工程計畫引起國共雙方爭執:30-35。1946年5月18日，國共就修復花園口大堤達成《南京協議》。1946年7月22日，周恩来在上海与行政院善後救濟總署、聯合國善後救濟總署中國分署签訂《上海协定》。1947年3月15日，國民政府進行的花園口堤防修復工程完工，並於5月4日在花園口舉行典禮慶祝黃河合龍:35。

## 受灾情况

### 受灾人数

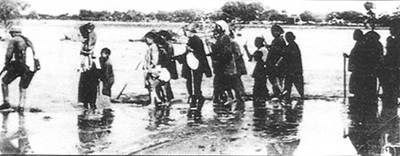
決堤引發的水災，圖中的是撤離的難民

花园口决堤将黄河每年几十亿吨的泥沙顺着决口涌入平原，淤塞河道，淹没田野，漫溢湖泊，堵塞交通和航运，形成了穿越豫皖苏三省44个县的黄河泛滥区，人们将其简称为“黄泛区”。每年汛期时，黄水都会回流倒灌，淹没农田，洪水过后蝗灾复至，地表突兀凸凹，到处沙丘堆移，无法耕种，对当地农业造成严重破坏。此次决堤造成將近四百萬人流離失所
以河南为例，决堤两个月后的1938年8月5日，国民政府派往黄泛赈灾工作人员呈报郑州专员罗震的赈灾及调查报告称：“近日曾详细查调黄灾各县灾民数目，虽不十分准确，但亦无大出入。据查最重灾民（水小灾轻者不计），尉氏七万口，通许2.5万口，开封西南突出部分有五千口，扶沟七万口，西华有五万口，商水有三万口，淮阳有七万口，沈丘有六万口，共计38万口。”这是花园口决堤两个月后国民政府统计的数据。

### 死亡人数
直接淹死人数89,300人（中國科學院地理研究所）；另有洪小夏教授推測3萬人左右。但1938年-1947年，由于决堤直接或间接造成的中方死亡人数，各方估计40多万-90多万不等。统计数字中包括1939年水灾、1942年蝗灾、甚至1943年旱灾中的部分死者。譬如，这次决口导致黄河改道，引发了1942年-1943年河南旱灾和河南饑荒。
- 依据“中央研究院社会研究所与行政院善后救济总署编纂委员会”（韩启桐、南钟万）于1948年编写的《黄泛区的损害与善后救济》， 从1938年花园口决堤到1947年堵口，九年间河南因黄泛死亡人口有325598人、江苏死亡人数为160200人，但由于安徽省并没有详细的统计数据，所以他们根据河南与江苏的灾区人口死亡比例推算出安徽死亡人口在40万左右，最终得出共有89万人死于黄泛的结论[5][34]。但他们关于安徽死亡人数的推算受到质疑，“因为安徽的受灾面积、受灾程度和受灾人数都比河南小，但其测算出的死亡人数却比河南死亡人数还要高8万人，这有些夸张。至于安徽到底死了多少人，至今仍无法查实”[5]。
- 根据1945年12月国民政府在豫、皖、苏泛区进行的灾情调查结果，“河南黄泛20个县截止到1944年底，共淹毙人口325037人，逃亡人口约631070人。”此数字与韩启桐、南钟万二人所引河南死亡人数相近。[5]
- 卑詩大學歷史教授 2004年的論文認為，死亡人數85.5萬人、難民484萬人，其中安徽省死者和难民共有298萬人[35]。
- 此外，国民政府亦有死亡38万人的统计数字（时间为1938-1947年，其中包括9年之间因水灾、旱灾、蝗灾和风灾直接、间接死亡和失踪人数，以及黄泛区中日拉锯战中受害而死的中国平民，还可能将1939年水灾和1942年蝗灾也算作是黄水罹难人口）[7]。
- 牛津大学历史教师Micah Muscolino认为花园口决堤在河南，安徽，江苏造成80多万人死亡，近四百万人流离失所。[3]
- 《大英百科全书》则称造成50万-90万人死亡。[36]

与此同时，花园口决堤对日军亦造成人员伤亡。从中日双方所披露的材料来看，决堤直接或间接造成至少7000-20000人死亡
。还有人认为洪水淹死了最多一万左右日军。而据日本防卫厅防卫研究所战史室编写的《中国事变陆军作战史》，洪水之后，6月29日，日军在江苏徐州举行联合追悼大会，仅第二军死于洪水人数便达到7452名之多（但此说法遭到质疑，该数字可能是第二军在整个徐州会战以来战死、病死、伤死的人员总数，而非直接死于洪水的人数）。

## 评价和争议

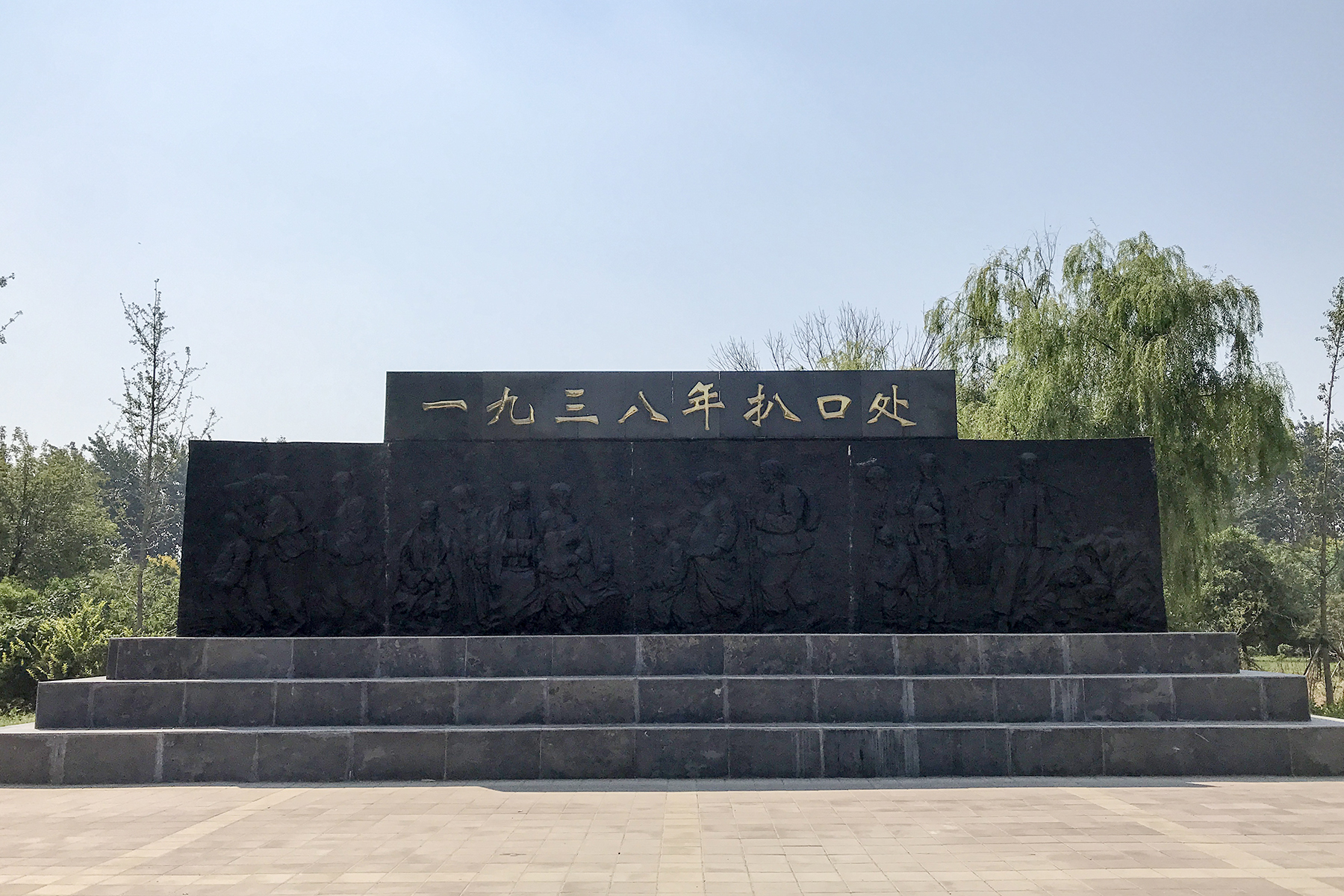
位于黄河大堤的决口处纪念碑

英国的拉纳·米特在2013出版的《中国，被遗忘的盟友——二次大战中的中国》一书表现出对蒋介石的同情，但在谈及“花园口决堤”时，他认为此一导致大量伤亡的决定，是蒋介石对中国人犯下最粗暴的罪行，“任何有人性的领袖都不会这样做！”
在事件的參與者之一魏汝霖發表的《抗战时期黄河决口纪实》中，加入了三段辩护论述：
1. 黄河决口成功，造成广漠无比之大泛滥，宽约数十里，水深仅数尺。尤以决口初期，水行极缓，开封南北，全为沙地。故灾区人民，扶老携幼，均平安逃至平汉铁路豫西地带，政府分发大量救济金，非但无任何人员伤亡，即猪狗牛鸡都随人走避，并无损失。至于耕地之破坏，村落房屋之湮没，当所难免。当年全国人民都有焦土抗战之决心，只要能阻止敌军，有利抗战，任何牺牲，绝无怨言。
2. 当时敌军乘徐州会战之余威，期图以机械化部队与骑兵占领郑州，继续西进，以拊武汉之侧背。故我最高统帅部（在武汉）日必长途电话多次，询问黄河水势东进到达情形，最后竟以水行太慢，疑决口并未成功，特派第一军军长李铁军（现居美国）至决口工程地，视察实情。李军长初见余等，情急有怒色，大呼：“狗撒尿！狗撒尿！”余与蒋师长在珍及黄河水利会人员，共同详细说明后，李军长似渐明了，始半信半疑而去。数日后，先总统蒋公又派胡宗南上将携其参谋长罗列再来决口工程处视察，罗参谋长列为汝霖陆军大学十期同期同学，战场上遇故友，畅谈决口经过，胡上将始相信成功，报告先总统蒋公而去。
3. 據當時花園口決堤情況的中華民國陸軍中校工兵參謀劉叔琬稱：「共匪數年來，常在匪區及香港報章上宣稱：本黨（指中國國民黨）黄河決口時，淹死人民數十萬，造成重大灾祸等之恶痛攻訐。此固为当年参加抗战，实地眼见之中原人士所洞悉其奸偽惯计。回思当时若非由黄河大氾濫阻止日軍，鄭州早已陷敵，西安可能不保，毛匪巢穴延安，亦將成爲問題焉？」[39]

也有人指出即使是国民党将领，包括蒋介石本人，也承认此决策乃不得已而为之的下策。而且“此下策真正下作之处不仅在决堤本身，更在其遮人耳目、欺世盗名的做法。决堤是秘密进行的。国军抽调了一个团在花园口附近警戒，谎称日军将至，疏散了方圆五公里以内的平民，并对下级军官和士兵说决堤是为了水淹进犯日军。除了邵桥、史家堤、汪家堤和南崔庄，四个邻近的村庄以外，没有组织或通知其它地区的百姓撤离”。

然而，在花园口掘堤发生之后，国民政府矢口否认此为中国军队所为，而讹称此系日军轰炸所致。即使在抗战胜利后，国民政府也仍然坚持这个说法，直到二十世纪八十年代之后，相关文件才逐渐解密，证实了当时是最高当局下令掘堤的。 据郝柏村回忆：
这个公开的我们当时的宣传说是日本人炸的，我们栽赃到他们，这个为了鼓舞，不要影响我们的士气，这是不得已的，当时我们是其实日本人是不会炸的，我们稍微懂得一点战术的人知道，日本人怎么会把自己前面的路挡掉呢，但是我们当时要激发全民的痛恨日本人的痛恨日本侵略的，所以我们当时新闻上面说，就是日本人炸的，当然这个不是事实。

## 文学
花园口决堤后，中国文学艺术界的诸位作家均以花园口决堤及其后续的黄泛区这一题材产出多部作品。
- 冯金堂《黄水传》(河南人民出版社，1960年版)
- 李准 《黄河东流去》 (北京出版社，1985年版)
- 梅桑榆 《花园口决堤前后》 (中国广播电视出版社，1992年版)
- 邢军纪 《黄河大决口》 (解放军出版社，1996年版)
- 冯伊湄 《未完成的画》 (人民文学出版社，1978年版)
- 邓贤 《黄河殇：1938·花园口》 (人民文学出版社，2006年第1版)

## 外部連結
- 熊先煜：花園口決堤真相
- 渠長根，《功罪千秋——花園口事件研究》，蘭州大學出版社，2003
- 抗戰老軍人回憶花園口決堤事件 （页面存档备份，存于）
- 花園口照片集 （页面存档备份，存于）
- 马国福：1938年黄河花园口决堤始末 （页面存档备份，存于）
- 劉叔琬：抗日戰爭期間黃河決口經過紀實
- 黄泛区的损害与善后救济 （页面存档备份，存于）